# Єфімов Віктор Сергійович
Віктор Сергійович Єфімов — український настільний тенісист, багаторазовий чемпіон України у парному розряді. Гравець збірної України з настільного тенісу.

## Життєпис
У 2006 році став чемпіоном України у парному розряді (партнер — Євген Прищепа). У 2017 та 2018 році знову став чемпіоном України у парному розряді (партнер — Лей Коу). У сезоні 2018/19 рр. виступає за клуб «Фортуна» (Київ).